# 卡西諾山戰役
卡西諾山戰役（也稱為「羅馬戰役」及「卡西諾戰役」）是第二次世界大戰期間盟軍為突破冬季防線發動的一系列共4場高昂代價的戰役，其目的是突進至羅馬。
在1944年初，冬季防線的西半部是德軍堅守的拉皮多河、利里河谷、加里利亚诺河河谷和周圍的一些山峰，統稱為古斯塔夫防線。儘管德國人在卡西諾山山頂修道院牆壁下面的陡峭山坡建立了防禦陣地，他们並沒有實際佔據修道院。
卡西諾山修道院由圣本笃於公元524年興建，能俯瞰卡西諾鎮和利里及拉皮多河谷。由于战役期间盟军反复遭到德军精准火炮打击，盟军指挥官认为德军将修道院作为火炮观察点。尽管此结论缺乏证据，鉴于伤亡日益惨重，盟军最终将修道院列为摧毁目标。
2月15日，美軍派遣轟炸機投下1,400噸高爆炸彈，对修道院造成大面积损毁。轟炸後兩天，德軍傘兵湧進廢墟。諷刺的是，轟炸造成的破壞和由此產生的鋸齒狀荒地為這些地面部隊避開空軍及炮兵攻擊提供了更好的掩護。1月17日至5月18日，盟軍部隊向古斯塔夫防線發起了4次大規模進攻。在最後一次攻勢中，盟軍沿20英里長的戰線集中20個師發起進攻，擊退了德國守軍，但同時付出了高昂的代價。盟军在战役中的伤亡高达5.5萬人；德军方面则有约2萬人伤亡。

## 背景
在1943年9月盟軍登陸義大利後，兩個盟軍軍團在義大利盟軍司令哈羅德·亞歷山大將軍指揮下，在兩條戰線上向北前進，每邊一個軍團，以義大利中央山脈形成的“脊梁”為分界線。在西部戰線，美國第5軍團由馬克·克拉克中將指揮，逐漸從那不勒斯的主要基地向義大利的“長靴”前進；在東部由伯納德·蒙哥馬利爵士指揮的英國第8軍團進至亞得里亞海海岸。
面對困難的地形、潮濕的天氣和經驗豐富的德國守軍，第5軍團進展緩慢。德军在一系列严密设防的防禦阵地上進行抵抗，旨在对盟军造成最大程度破壞後逐步撤退，以換取時間在羅馬以南建設冬季防線的防禦陣地。因此盟军方面原先的在1943年10月前攻陷羅馬的战役预期显得過於樂觀。
在東部，英國第8軍團已在亞得里亞海戰線上突破冬季防線，并攻陷奥托那；然而進攻在12月底卻因冬季暴風雪而陷於停頓，既不能作近距離的空中支援，也无法在鋸齒狀地形上推進。從東部使用5號公路進入羅馬的路線的可行性因此被排除，使用從那不勒斯到羅馬的6號和7號公路是僅剩的可能方法。7號公路（古羅馬的阿皮安路）沿西海岸向北行，但在羅馬以南進入彭甸沼澤的路段卻被德國人放水淹沒。6號公路橫跨利里河谷，位于河谷南口的是崎岖的卡西诺山及山下的卡西諾鎮。群山之上的山峰可令德國守軍觀察發現盟軍行動并指引對盟軍單位實施精确炮擊，以此阻擊盟軍向北的進攻。盟軍前進路線上还有一条湍急的拉皮多河，它发源自亞平寧山脈中央，流經卡西諾并横过利里河谷入口（在這裡利里河與拉皮多河會合），之後河段的名稱為加里利亞諾河（盟軍通常稱之為“加里”），並繼續流向大海。此地的山地防禦戒備森嚴，河流湍急，盟軍難以渡河；而且德軍暫時將拉皮多河引道至河谷頂部，造成河谷泛濫，對進攻部隊最为不利。因此，卡西諾是古斯塔夫防線的關鍵，也是冬季防線最可怕的防禦陣地。 
由於本篤會修道院在歷史上的意義，1943年12月，德國在義大利的指揮官阿爾貝特·凱塞林陸軍元帥下令德國單位不可以將該修道院包括入德軍的防禦陣地內，並通知盟軍和梵蒂冈。
尽管如此，有盟軍偵察機報告看到德軍在修道院內。修道院可良好地觀察周圍的丘陵和山谷，因而很自然是德軍砲兵觀察站。很清楚的是，一旦修道院被破壞，德軍將佔領這裡，並利用它在廢墟中建立防禦陣地。然而，盟軍最終基於修道院（真實或想像的）潛在威脅將其炸毀，而沒有考慮将其實際佔領時的代价。

## 第一次戰役

### 計劃和準備
美國第5軍團司令克拉克中将的計劃是英國第10軍（英第5和第56步兵師)於1944年1月17日在左邊的一條20英里（30公里）的戰線上，發起攻擊，在靠近海岸地區渡過加里利亞諾河。英國第46步兵師在1月19日晚上渡过加里利亞諾河與利里河的河口處，以支援在右路由美國第2軍发起的主要攻擊。美國第2軍的主攻在1月20日開始，由美軍第36“得克萨斯”步兵师發起進攻以渡過卡西諾下游8公里处正在氾濫的拉皮多河。同時法國遠征軍在阿爾方斯·朱安將軍的領導下將繼續其“右鉤拳”式攻勢進迫凯洛山，突破古斯塔夫防線和希特勒防线的鉸鏈。事實上，克拉克不相信有多少機會能早日取得突破，但他認為，該進攻將會在美国第6军(英國第1步兵师和美軍第3步兵師）攻擊安齊奧時吸引德軍預備隊遠離羅馬地區，令其能在1月22日成功完成兩棲登陸。在安齊奧的突然襲擊预期可迅速向內陸推進至阿尔班山，從這裡可控制6號和7號公路。由此可威脅古斯塔夫防線守軍之後方及補給線，對德軍指揮官造成震撼，並迫使他們從古斯塔夫防撤向羅馬以北的陣地。雖然這一策略和德軍此前3個月的戰術相符，盟軍情報機關仍不理解德军且战且退的战略目的纯粹是爭取時間修築古斯塔夫防線，並在此防線堅守。盟軍對前景的情報評估是過於樂觀。

第一次戰役: 進攻計劃

第5軍團在1月15日到達古斯塔夫防線前激烈戰鬥6周，才突破了伯恩哈特防線的最終7英里(11公里)，期間遭受了16,000人的傷亡。他們幾乎沒有時間來準備新的攻擊，更遑論的是經過了在那不勒斯以北3個月的消耗戰後必需的休整及重組。然而，由於盟軍正在準備霸王行動，盟軍參謀長直至2月初才有足夠的登陸艇使用，安齊奧登陸只能在1月下旬進行并与3天前對古斯塔夫防線實施的攻擊相協調。

### 首次攻擊: 1月17日左翼之第10軍
第1波攻勢在1月17日展開。英國第10軍（第56和第5師）在靠近海岸的地區強渡加里利亞諾河；大約兩天後，英軍第46師在其右翼跟隨渡河。當時，德國第14裝甲軍司令馮·森格爾·艾特林將軍負責古斯塔夫防線西南部防務，英軍渡河行動令他十分擔憂
第94步兵師是否有能力堅守該線。為回應森格爾，凱塞林下令第29轻步师和第90輕步兵師從羅馬地區增援。這是有一些賭博成分，如果英國第10軍有足夠的預備隊擴展他們的戰果，將可作出決定性的突破。實際上第10軍沒有額外的預備隊，但當時仍有足夠的時間改變整體作戰計劃，取消或修改由美國第2軍在中路的攻擊，使部隊官兵能趕在德軍增援就位前先解決南部防線的戰鬥。實際上，當德軍援軍到達時，第5軍團總部不了解德軍陣綫脆弱的情況，並沒有改變計劃。該兩師由羅馬到來的德軍在1月21日抵達，穩定了德軍在南部的防線。但在另一方面，該計劃成功地把凱塞林的預備隊吸引到南方。第10軍的3個師在第一次戰役共付出4千人傷亡的代價。

### 主要進攻: 1月20日中路之第2軍

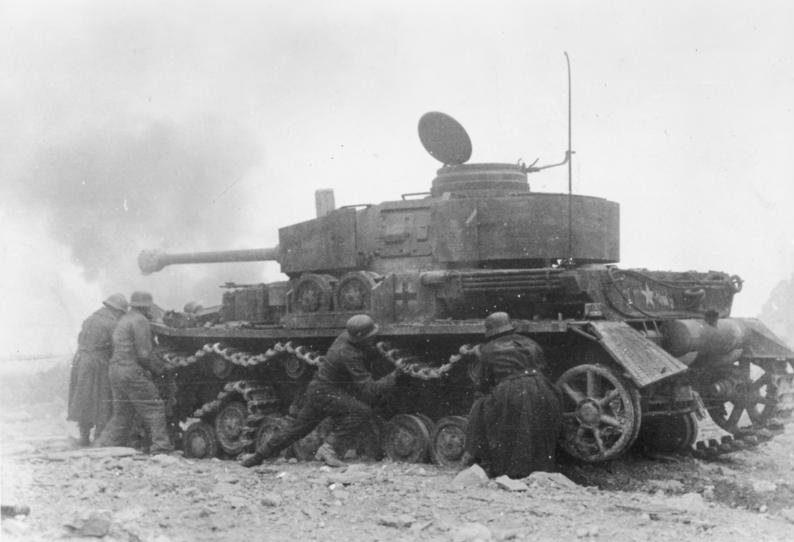
一組德軍坦克維修人員正嘗試恢復一輛在卡西諾山戰鬥後受損的4號坦克之機動力

在中路的進攻由美軍第36師在1月20日日落後3小時展開。缺乏時間準備意味著盟軍要冒著極大的危險渡過仍未清除地雷和餌雷的河流，而盟軍對高技術性的渡河作業又缺乏必要的規劃和排練。雖然第143團的一個營在聖安傑洛南側渡河成功，第141團的兩個連也在北邊渡過了拉皮多河，但他們在大部分時間獨自爲戰。而且由于盟軍裝甲部隊無法渡河支援，已渡河的這幾支部隊很容易受到由艾伯哈德·罗德少將指揮的第15裝甲師的坦克和自走炮反攻。南部小組在1月21日上午被迫返回河對岸。第2軍司令乔佛里·凯耶斯少將下令弗莱德·L·沃克少将指挥的第36師立即再次攻擊。兩個團再次進攻，但對设防状况良好的第15裝甲擲彈兵師的進攻未能更進一步。第143團有兩個營的兵力成功渡河，但仍然沒有裝甲部隊的支援，結果在翌日早上遭到蹂躪。第141團也有兩個營的兵力渡河成功，儘管缺乏裝甲部隊支援，仍推進了1公里。然而，隨著白天的到來，他們也被切斷，到了1月22日晚上該團幾乎已經不復存在，只有40名士兵回到盟軍戰線。Rick Atkinson描述了德军激烈的抵抗：
德国人的火炮和烟雾迫击炮有条不紊地扫清了两岸的桥头，同时机枪火力全开……美军士兵只能逐英寸地前进，小心地試探地雷的绊线，还要聼德军机枪手是否在换弹夹……后来军医发现，拉皮多河的士兵们受伤之后，平均等待9小时又41分钟才能等来“急救”……
該攻擊是一次代價昂貴的失敗，第36師在48小時內共有2,100人陣亡、受傷或失蹤。美國陸軍對此次攻勢的指揮在戰後遭到了美國國會的聽證。

### 1月24日第2軍試圖進攻卡西諾以北地區

第一次戰役: 1944年1月24日 - 2月11日在北部

接下來的攻擊於1月24日展開。美國第2軍美国陆军第34步兵师在查尔斯·W·莱德少將指揮下帶頭攻擊。法國遠征軍在其右側，對在卡西諾以北被洪水淹沒的拉皮多河谷及進入山區的道路發動了全面進攻，以圖向左占据高地以攻擊卡西諾山。拉皮多河在卡西诺以上是可以涉渡的，因此此次渡河任務本应比較容易。然而洪水使得渡河作业很难靠近对岸，尤其是装甲车辆只能靠钢板桥渡河。第34師血戰8天才渡过泛涝区，擊退由弗雷德里希·弗兰克指揮的第44步兵师，並在山上建立一個據點。

### 法軍在右翼被阻擊
在右翼，自由法國部隊对尤利烏斯·林格爾將軍指挥的第5山地师發動攻勢。聯軍初期進展良好，攻佔了他們的主要目標——西法爾科山的山坡。第3阿爾及利亞師之先頭部隊還繞過西法爾科山（Monte Cifalco），攻佔观景台山和柯里阿巴特（Colle Abate）。阿爾方斯·朱安將軍相信部隊可繞過卡西諾，德軍的防線會被這條向北的進攻路線擾亂。他請求投入預備隊以保持這一攻勢勢頭，但這一要求遭到拒絕；唯一可用之預備團（由第36師派出）還被送往增援第34師。到1月31日，法國人的攻勢陷於停頓。西法爾科山可清楚地觀察到法軍和美軍之側翼和補給線，但此時仍在德國人手中。兩個自由法國師在观景台山周圍的戰事中共有大約2,500人傷亡。

### 第2軍在卡西諾以北山區
美軍第34師的被指派沿相連的山頭向南攻擊，對在山脊交叉南端的修道院山發起進攻，然後突破在古斯塔夫防線背後的利里河谷防線。第36師第142團長期處於預備，此前也未參加渡河，此時臨時加入了34師的行動。這項任務非常困難：山上佈滿岩石，溝壑和溝壑分隔開。石质地面上无法挖掘散兵坑，而且每个点都暴露在周围制高点的火力之下。對守軍更有利的是溝壑里长满了金雀花，这种矮小的野花无法给地面提供掩护，却被守军用來掩藏地雷、詭雷和隱蔽的帶刺鐵絲網。德國人此前用3個月的時間利用爆破準備其防禦陣地，儲備了足夠的彈藥及物資。這裡沒有自然的庇護，天氣潮濕寒冷。 
到2月初，美軍步兵已佔領了聖諾弗里奧村莊附近的戰略要地，距離修道院不到一英里。2月7日一個營已達到445點，這座圓形山頭位於修道院下方，距修道院已不超過400碼（370）。一支美軍偵察中隊已攻擊修道院牆下方的懸崖，修道院的修士能觀察到德軍和美軍的巡邏隊在互相交火。然而，因德軍利用機槍從修道院下面的斜坡开火，攻佔卡西諾的企圖未能成功。儘管第34師激烈戰鬥，仍始終未攻佔德軍第2傘兵團第3營在593點的最後堡壘（被德軍稱作加爾瓦略山），未能取得到修道院的山脊上的這一制高點。

### 總結
2月11日，一場爲期3天的對修道院山和卡西諾鎮的最後攻勢宣告失敗，美軍隨後撤退。美國第2軍於兩個半星期激烈的戰役後被擊退了。美軍第34師在山區中的表現被認為是在戰爭期間最優秀的，但換來的是其步兵營損失了80%的兵力，大約有2,200人傷亡。
在2月初戰鬥最緊張時，馮·森格爾·艾特林將軍將第90師從加里利亞諾戰線調到卡西諾以北，並為消耗的速度感到震驚。他「……以自己的战场全权，請求結束卡西諾戰役。我們應該撤退至一條新的防線，……事實上，應在安齊奧橋頭堡以北的位置。」阿爾貝特·凱塞林拒絕了這一請求。在關鍵時刻馮·森格爾·艾特林投入第71步兵師，而把第15裝甲師留在原地（它們本应得到换防）。
在該戰役期間，有些情况下如果能更灵活地使用预备队，就可以利用有利的战场态势发动决定性的攻势。一些歷史學家認為，這次戰役未能利用初步的成功，原因在於馬克·克拉克將軍缺乏經驗。然而更有可能的是，他同時負責在卡西諾和安齊奧的進攻，要兼顧太多戰線。此種觀點於盧西安·特拉斯科特將軍在第4次卡西諾戰役和安齊奧登陆的关键时刻無法与克拉克将军沟通亦有相關。亞歷山大選擇將卡西諾和安齊奧戰場置於同一位軍團指揮官之下，這樣的佈置是爲了避免協調问题，完全合乎邏輯；對古斯塔夫防線的進攻由美國第5軍團及英國第8軍團同時分別進行。與之相對的是，凱塞林選擇創建一個單獨的由埃貝哈德·馮·馬肯森率領的第14軍團在安齊奧作戰，而把古斯塔夫防線上的防务完全留给海因里希·馮·菲廷霍夫的第10軍團。
代替撤退美軍的是在亞得里亞海戰線英國第8軍團轄下之紐西蘭軍（紐西蘭第2師及印度第4師），由伯纳德·弗賴伯格陸軍中將指揮。

## 第二次戰役 (復仇者行動)

第
2次戰役: 進攻計劃

### 背景
當美國第6軍在安齊奧承受巨大的威脅時，弗賴伯格在相同壓力下於卡西諾發起牵制進攻行動。因此，這場戰役再一次在進攻方之盟軍部隊沒有做好充分準備時展開。此外，盟軍總部並未完全認識到於印度第4步兵師進入山區的困難，以及在卡西諾北部的山脊和山谷補給部隊的嚴重問題：當時盟軍使用騾子搬運補給，沿著地形險惡的山間小路行走11公里。德義聯軍可從修道院盡覽盟軍補給綫，並以準確炮火射擊，因此這一補給綫被命名為死亡之谷。戰爭結束後，紐西蘭第2師司令霍華德·基彭伯格少將的日記中寫道：
「可憐的迪莫蘭（印度第4師代理司令迪莫蘭準將），將他的师投入戰場遭了不少罪。直到我於戰爭結束後去了戰場，我才真正認識到那有多困難。」
弗賴伯格的計畫是第一次戰役的延續：一路自北方沿著山脊攻擊，另一路從東南沿鐵路線進攻，目的是占領拉皮多河對岸，距離卡西諾鎮以南不到1英里処的火車站。如果攻擊成功，盟軍將攻佔卡西諾鎮，並打通利里河谷。然而，弗賴伯格已通知他的上級，他衡酌諸多情況，認為進攻的成功機會不超過50%。

### 炸毀修道院
某些盟軍人員針對卡西諾大修道院有愈來愈多意見：他們認為正是这所修道院：据信是德軍炮兵的觀察點，阻止了盟軍突破「古斯塔夫防線」。
紐約時報的C·L·蘇茲貝格和英國媒體頻繁並有說服力地詳細解釋，德軍觀察哨所和炮兵陣地就在修道院內。他們的描述富於細節，然而這些細節往往是編造的。地中海盟軍空軍總司令艾拉·伊克中將隨同雅各布·L·德弗斯中將（地中海戰區盟軍最高指揮官亨利·梅特蘭·威爾遜爵士的副秘書長）親自飞往侦查，觀察到“无线电天綫[...]德軍制服被掛在修道院庭院曬乾，[和]在修道院牆外50碼（46）的機槍陣地。”。。作爲反駁，美國第2軍司令杰弗裡·凱斯少將同樣數次飛越修道院，第5軍團報告“我看不到有證據顯示德國人在修道院內。”當被告知其他人聲稱在修道院內看到德軍時，凱斯說：“他們看得太久了，所以看到了不存在的東西。」

紐西蘭軍總部的基彭伯格少將堅持認爲修道院可能被用來作為德軍炮兵的主要觀察站：它的位置對炮兵觀察來說是如此完美，沒有軍隊願意不使用。並沒有明確的證據證明德軍確實使用了修道院，但是基彭伯格少將繼續寫道，從軍事觀點而言明確的證據並不重要：
“如果今天修道院沒被佔領，可能明天就被佔了；而且目前看來，敵軍不論是在遭遇攻擊時向修道院中輸送儲存，還是讓從外圍陣地撤退的部隊在修道院中找尋掩體，都不存在任何困難。要求全軍攻打有這樣一幢完整的建築物的山坡是不可能的，該處被炮轟時絕對有能力安全收容數百名步兵，並準備在關鍵時刻作出反擊。……當它未受損傷時會是一座完美的掩體，但它狹小的窗戶和樓層使它并不適合作爲戰鬥陣地。轟炸會將修道院炸成一堆鋸齒狀的破碎磚石，機關槍、迫擊砲和飛機能有效投射火力；如果再次轟炸，該處將變成一個死亡陷阱。總的來說，如果不實施轟炸，我認為會對德軍更有利”。
弗朗西斯·鄧加少將的印度第4師之任務是攻擊修道院山，他對當時的情況有自己的看法。由於美國第5軍團總部缺乏詳細情報，鄧加在那不勒斯一家書店找到了一本1879年出版的書，書中提供了建造修道院的詳細資料。在給弗賴伯格的備忘錄中鄧加得出結論，無論修道院目前是否被德軍佔領，必須將之炸毀，以防止其被有效佔領。他還指出，45公尺高的磚石牆砌了至少3公尺厚，戰場上的工兵無計可施。使用超過4,000磅的“街區毀滅者”炸彈轟炸將是唯一的解決辦法，因為1,000磅重的炸彈也“沒有效果”。鄧加說沒人能引誘他發起進攻，除非“駐軍被無休止的空襲和炮擊衝擊數日，直到陷入無助的瘋狂爲止”。
1944年2月11日，第4印度師代理司令哈里·迪莫蘭準將請求轟炸卡西諾修道院。鄧加此時熱帶病復發嚴重，在卡塞塔醫院病床上重申了他對轟炸的要求。弗賴伯格在2月12日轉交了他的請求。但是，弗賴伯格的空襲請求，被空軍規劃者大大的擴大了。擴大空襲行動可能獲得了艾拉·伊克和雅各布·L·德弗斯的支持，兩人試圖利用這個機會展示美軍空中力量支援地面作戰的能力。 第5軍團的馬克·克拉克中將和他的參謀長阿爾弗雷德·格倫瑟少將仍不認為這一行動有“軍事必要性”。當美國第2軍將陣地交給新西蘭軍後，美軍第34師副司令員巴特勒旅長曾表示“我不知道，但我不相信敵人是在修道院內。所有的炮火是從院牆下方的山坡發射的。“最終，克拉克要求意大利盟軍總司令(英國籍)哈羅德·亞歷山大擔負責任：“我對他説，‘你給我一個直接的命令，我們就照辦。’於是他下令了”。

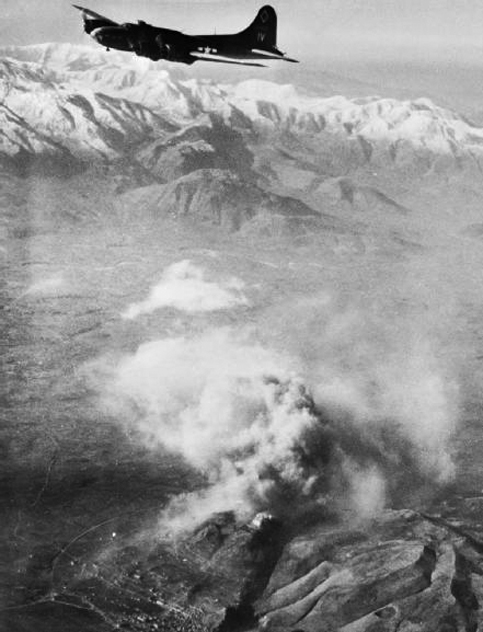
1944年2月15日，1架B-17空中堡壘轟炸機飛越卡西諾山上空。

轟炸任務在1944年2月15日上午實施，由142架B-17“空中堡壘”聯同47架B-25“米切爾”和40架B-26“掠奪者”中型轟炸機執行。它們向修道院投下了1,150噸高爆炸彈和燃燒彈，將整個卡西諾山頂炸到只剩瓦礫。在轟炸期間，第2軍的火炮炮轟山頂。許多盟軍士兵和隨軍記者爲轟炸的景象而歡呼。伊克和德弗斯亦在觀察；有人聽到朱安說：“…不，他們這樣什麽都實現不了”。克拉克和格倫瑟拒絕參觀轟炸，留在他們的總部。同日下午盟軍發起一場激烈的跟進炮擊；次日59架戰鬥轟炸機發動的空襲將修道院更爲徹底地摧毀。然而593點上方以及修道院背後的德軍陣地未受波及。
可惜的是，空襲未能和地面部隊的命令協調，而步兵的後續攻勢無法取得成果。空軍計劃空襲時間時只認爲這是一場獨立的行動，因此只考慮到天氣狀況和其他戰線的空襲請求，而沒有考慮到地面部隊的進攻。轟炸開始時，許多部隊才剛剛從美國第2軍手中接管陣地兩天；山區部隊遇到了種種困難，而山谷中的準備工作也因惡劣天氣、洪水和泥濘地面受阻，難以爲新駐扎的部隊補足全面攻擊所需的物資。結果轟炸的開始讓蛇頭嶺上的印度軍隊感到吃驚，而直到空襲兩天後，紐西蘭軍才能發起他們的主要突擊。

### 轟炸之後

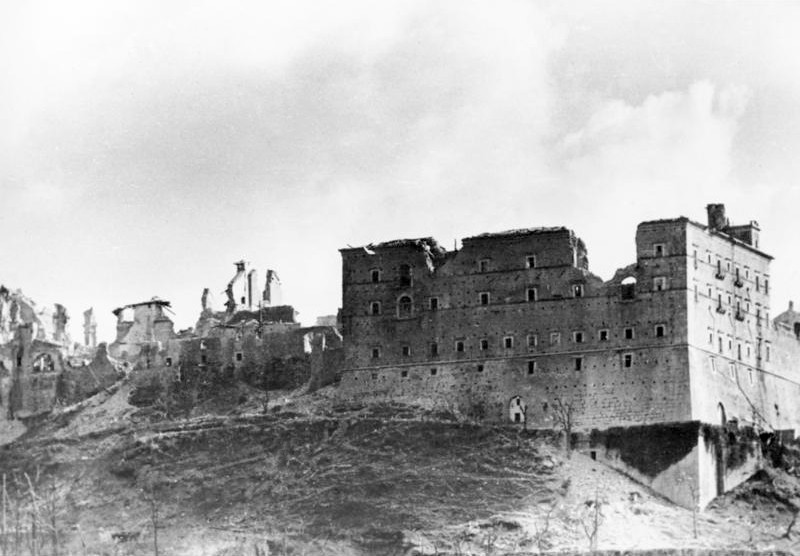
卡西諾的廢墟

教宗庇护十二世在轟炸後表現沉默，但他的國務卿馬廖樞機直截了當地向美國駐聖座高級外交官哈羅德·蒂塔曼（Harold Tittmann）說，這場轟炸是“一個巨大的錯誤. . . 令人作嘔的愚蠢行徑”。
在該事件後的所有調查均可證實轟炸只殺死了修道院內避難的230名義大利平民。沒有任何證據表明對卡西諾修道院的轟炸殺死了任何一名德軍士兵。然而需注意當時的轟炸精度十分糟糕：據估計從高空投下的炸彈中，只有10％擊中了修道院。由於這一因素，一些炸彈落到別處，出乎意料地殺死了德軍或盟軍士兵。事實上，有16枚炸彈擊中了第5軍團在距離蒙特·卡西諾27公里普雷森扎諾的軍營，並在馬克·克拉克將軍的活動房屋几碼之外引爆，險些殺死在辦公桌在做文書工作的將軍。
在轟炸後當天日出時，大多數仍然活著的平民逃離了廢墟，只有約40人留下來：6名在修道院深處幸存下來的修士，79歲的修道院院長額我略·迪亞馬雷、3個佃農家庭、幾個孤兒和被遺棄的兒童，以及多位重傷員和瀕死者。此後盟軍再度發起了炮擊與新一輪轟炸，而第4印度師也開始對山脊進攻。修道士們於是決定離開自己被毀的家園，帶著能活動的幸存者在2月17日早上7時30分離開。老神父帶領全部人沿騾馬小路下山，前往利里河谷，沿途念玫瑰經。當他們到達德軍的急救站後，一些被修道士帶下山的重傷員被軍事救護車送走。在與德國軍官會見後，修道士們被送到聖安瑟莫的修道院。2月18日，修道院院長會見了第14軍司令馮·辛格爾·艾特林中將。一位名叫卡羅曼諾·培拉加里（Carlomanno Pellagalli）的修士回到了修道院，當他後來在廢墟上流浪時，德軍傘兵以為他是一個幽靈。4月3日之後，再沒有人見到過這位修道士。
現在所知道的是，德軍當時已經與修士們達成協議，不會將修道院用於軍事目的。此外，早在在1943年12月德軍就已與聖座達成一項協議，向聖座保證不會占據卡西諾修道院。英國方面1973年出版的官方歷史聲稱，德軍指揮官已認定“卡西諾陣地”（Cassino Position）是防綫的關鍵；但作者最終總結道“大量具有説服力的證據表明，直到盟軍轟炸將修道院摧毀前，德軍并未將使用修道院建築用作任何軍事用途”。然而當修道院被炸毀後，德軍第1傘兵師的傘兵部隊佔領了修道院的廢墟，把它變成一個堡壘和觀察哨，為盟軍的進攻造成了很大麻煩。

### 戰況
在轟炸後當晚，皇家蘇塞克斯團第1營的一個連（印度第4師第7印度步兵旅的下屬單位）從自己位於蛇頭嶺（Snakeshead Ridge）的陣地攻擊70碼（64）外之593點。但該攻擊行動失敗，該連付出一半兵力的傷亡代價。
翌日晚上蘇塞克斯團奉命以營級的兵力進行攻擊。攻擊的開端近乎災難：由於雙方太過接近，炮兵有誤擊友軍之風險，不能用於直接支援對593點的攻勢。因此，計劃的炮擊目標是爲593點守軍提供火力支援的575點。該地地形意味著向575點發射之炮彈不得不以非常低的高度飛過蛇頭嶺，結果當晚一些炮彈落在正在集結進攻的己方部隊中。重組後，攻擊在午夜展開。戰況十分殘酷，時常有近身肉搏，但守軍極其頑強地守住了陣地。蘇塞克斯營再度戰敗，又一次付出50％以上的傷亡。過去兩個晚上，蘇塞克斯團失去了15名軍官中之12位，參加攻擊的313人之中有162人喪生。

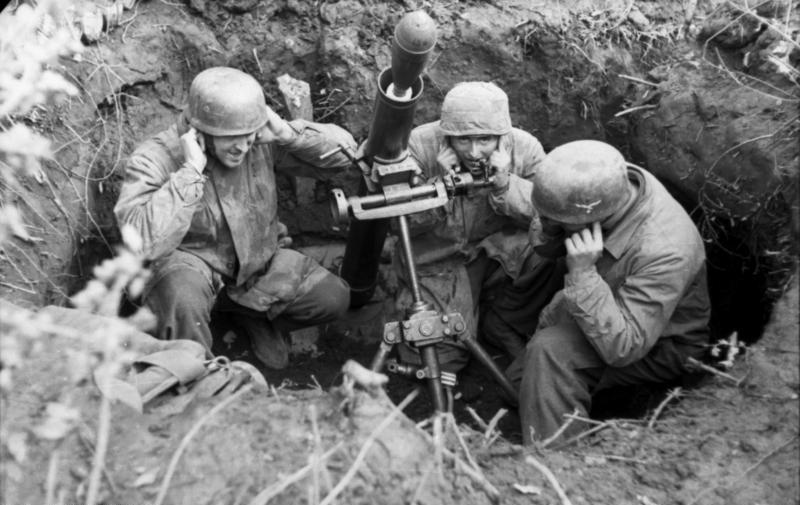
卡西諾山上的德軍傘兵

主攻在2月17日夜間展開。第6拉吉普塔納步槍營第4連負責繼續攻擊593點，而蘇塞克斯團殘部則轉為此次進攻的預備隊。第9廓爾喀步槍營第1連負責進攻444點。在此期間，第2廓爾喀步槍營第1連要席捲斜坡和峽谷以直接攻擊修道院。進攻修道院要通過惡劣的地形，但作戰計劃期望來自喜馬拉雅山地的廓爾喀人能在山區地形上取得成功。然而事實證明這一期望未達到實際效果。戰鬥和此前一樣殘酷，但盟軍沒有取得任何進展，卻付出嚴重的人員傷亡。拉吉普塔納步槍營陣亡官兵196人、第9廓爾喀步槍營第1連損失了149名官兵、第2廓爾喀步槍營第1連則有96人陣亡。很明顯，這次攻擊失敗了。2月18日，迪莫蘭準將和弗賴伯格終止了對修道院山的攻勢。
在主攻另一半，紐西蘭師第28（毛利）營之兩個連強行渡過拉皮多河，試圖攻佔卡西諾鎮的火車站。紐西蘭部隊希望能夠以車站為據點，讓工程師建造一條可供裝甲部隊支援的圍堤。盟軍炮兵穩定的炮擊烟幕掩飾了毛利營的位置，使得他們免於被修道院山上的德軍炮兵看見，並在這一天的大部分堅守他們的陣地。然而在2月18日下午，兩輛德軍坦克對陣地發動反攻，而孤立無援的毛利營缺乏裝甲部隊和反坦克炮的支援，堅守無望被迫撤退。總部得知無論是在山區還是沿圍堤都無法成功突破，只得命令毛利營撤退到河邊。從凱塞林和第10軍團司令馮·菲廷霍夫的談話記錄間可得知，紐西蘭部隊的計劃幾乎成功，而德軍對火車站的陷落非常震驚，完全沒想到己方的反擊會成功。

## 第三次戰役

第三次戰役：進攻計劃

### 計劃
在之前兩次戰役裡不愉快的經歷後，盟軍認爲只要冬天的天氣持續，在第3次戰役中奪取加里利亚诺河下游的卡西諾鎮就沒有吸引力。在山區中的“右勾拳”攻勢只取得了代價昂貴的失敗，因此盟軍決定從北面沿拉皮多河谷發動雙重攻擊：一路攻向要塞化的卡西諾鎮，另一路攻打修道院山。這一計劃的思路是掃清兩地間的道路瓶頸，以聯係南面的火車站，再向利里河谷前進。 英軍第78步兵師在2月底已經抵達，歸新西蘭軍指揮，他們將在雙重攻勢后于卡西諾的下游橫渡拉皮多河，並開始向羅馬推進。
沒有任何盟軍指揮官滿意這一計劃，但他們希望在戰役前以重型轟炸機進行的前所未有的大規模轟炸會大顯神威。轟炸行動要求連續3個整天的晴朗天氣，爲了等待合適的預期天氣，攻勢被連續推遲了21天。在此期間，盟軍部隊不得不在潮濕寒冷的陣地中等待。指揮新西蘭第2師的基彭伯格少將被反步兵地雷所傷，失去雙脚，被迫離開前線，使得事態變得更加糟糕。基彭伯格的指揮職務由格雷厄姆·帕金森準將接替。在安齊澳，德國的一次反擊因失敗而被取消。

### 戰役
第3次戰役開始於3月15日。此前盟軍以750噸1,000磅延遲引信炸彈轟炸了前綫。早上8時30分紐西蘭人展開了攻勢，跟隨由746門大炮發射的徐進彈幕射擊前進，攻勢維持了3個半小時。這場攻勢的成功與否取決於能否利用轟炸造成的癱瘓效果。盟軍的轟炸很是分散，僅有50%的炸彈落在目標一英里内，落在目標點1,000碼内的炸彈更是只有總數的8%；然而轟炸和炮擊還是成功消滅了鎮中300名傘兵中的半數。守軍的集結快過預期，而盟軍裝甲部隊卻被彈坑所阻；儘管如此，紐西蘭軍仍然取得了成功，距勝利近在咫尺。然而左翼的後續攻擊錯過了良機，守軍已重新組織；更嚴重的是，和天氣預報結果相反，前綫再次下起了暴雨。激流的雨水淹沒了炸彈坑，將廢墟變成沼澤；無線電發報機在不斷浸泡下無法運作，通訊因此中斷。黑暗的雨雲遮住了月光，阻礙在廢墟中清理道路的任務。在右翼，紐西蘭軍已佔領城堡山和第165點，按照計劃，由亞歷山大·加洛韋少將指揮的印度第4步兵師之單位已通過該處攻擊236點，並進至435點：劊子手山（Hangman's Hill）。戰鬥過程出現了一些混亂，第9廓爾喀步槍營第1連的1個排沿一條可繞過236點的路線佔領了435點，而第6拉傑普塔納步槍營第1連對236點的攻擊卻被擊退了。
截至3月17日結束，廓爾喀人有一個營的兵力控制了劊子手山（435點），距修道院僅有250碼（230） 。他們的供應線仍被在236點和城鎮北部的德軍控制。城鎮內的戰鬥仍異常激烈，但紐西蘭軍和裝甲部隊已經通過了瓶頸，並佔領了車站。不過，德軍仍然能夠援助鎮中的部隊，並將狙擊手送至鎮中原本已被清除的區域。

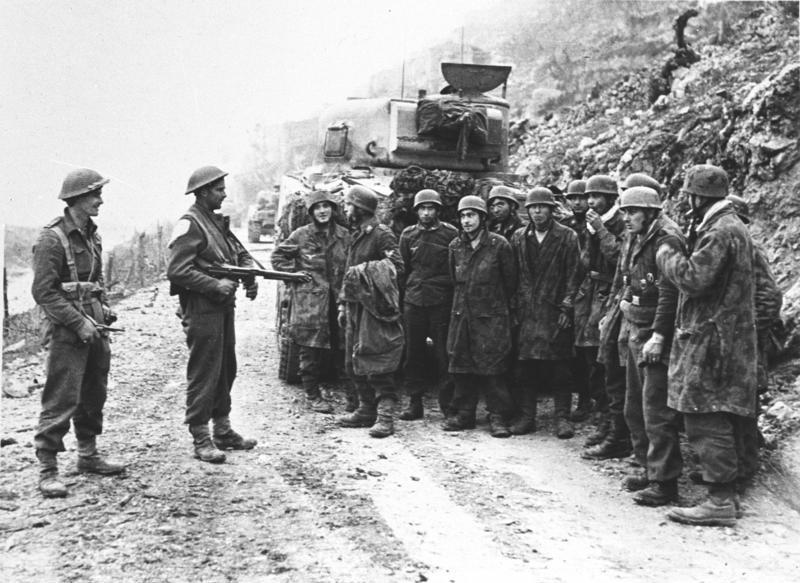
紐西蘭軍將抓到的德軍戰俘押到1輛M4雪曼戰車旁。盟軍的多次攻勢宣告失敗，不得不在3月22日再次中止作戰。

3月19日，是計劃中對卡西諾鎮及修道院實施決定性打擊的日子。計劃中包括由第20裝甲旅的坦克實施的一場突襲，坦克從凱洛山沿著工兵部隊摸黑修復的道路推進，向阿爾巴内塔農場發起攻勢，並從那裡向修道院推進。然而，第1空降師從城堡山（Castle Hill）上的修道院發起出人意料的猛烈反擊，導致盟軍已不可能自城堡山和劊子手山向卡西諾山修道院發起任何進攻。第20裝甲旅的坦克缺乏步兵支援，到午後已被全數擊毀。卡西諾鎮的進攻部隊幾乎沒有取得進展，整體主動權落入德軍手中。德軍陣地在城堡山附近，鎮守通往修道院山的門戶，令盟軍初步的成功無法取得進一步的進展。
3月20日，弗賴伯格將第78步兵師的單位投入戰鬥，首先是爲了增加鎮中駐軍數量，保護已被清理的地區不被德軍再次滲透；其次是增援城堡山的盟軍，讓部隊可以轉爲封鎖城堡山和第175點和第165點之間的兩條道路，以阻止德軍繼續使用這2條路線增援鎮中的部隊。3月21日嚴峻的戰鬥仍在持續，盟軍指揮官認為他們已到了成功的邊緣。然而守軍堅定不移，盟軍預期能封鎖德軍增援路線的445點攻勢惜敗於德軍，在市內盟軍只能逐間房推進。
3月23日，亞歷山大會見了他的指揮官們。他們提出了一系列取勝的可行性方案，但衆人皆知新西蘭和印度師已筋疲力盡。 弗賴伯格認定已無法推進，便他取消了攻擊。雖然第1空降師損失慘重，但仍然守住了陣地。

### 總結

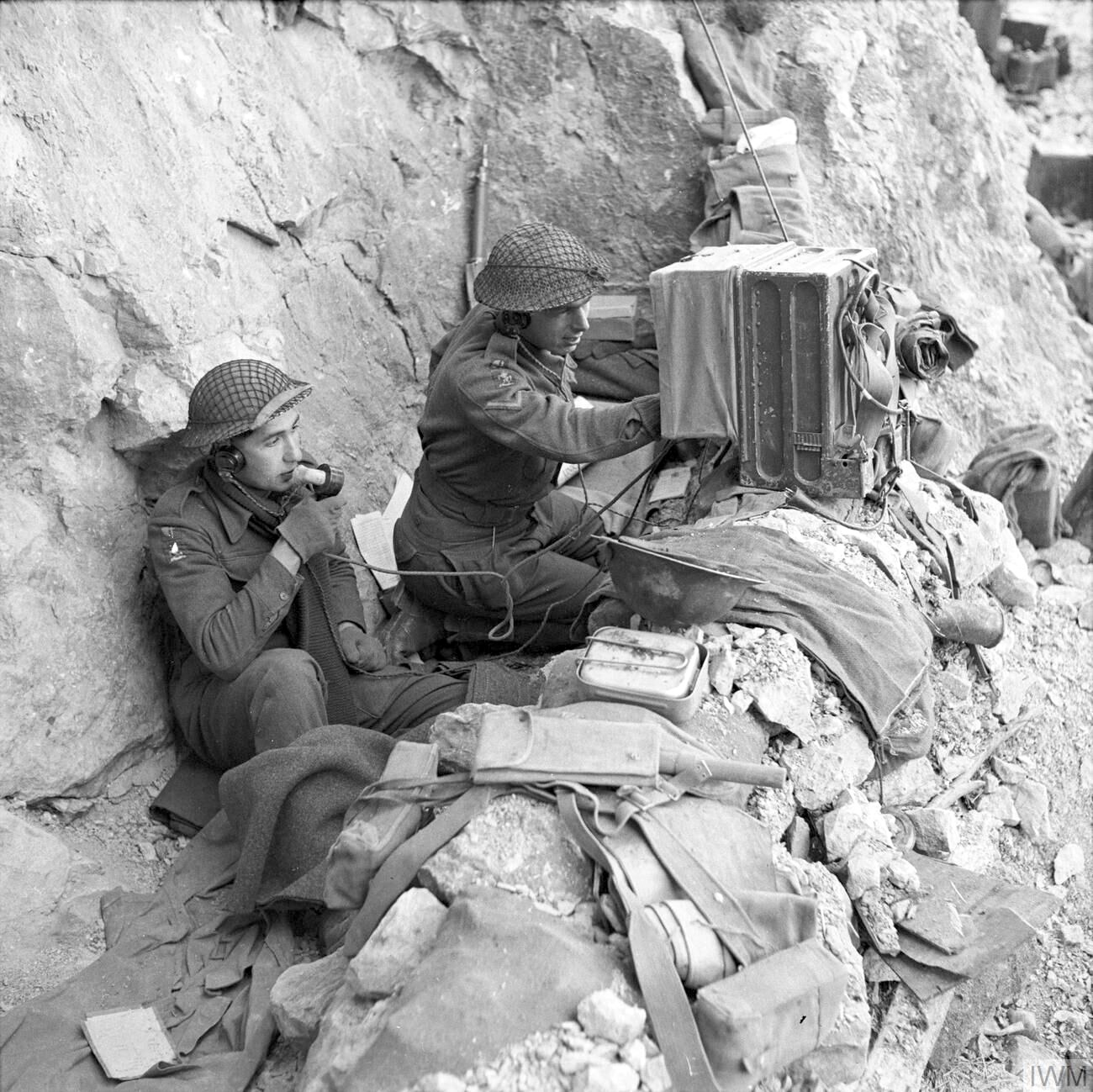
王后私人皇家西肯特團的信號兵在修道院山上的一處掩體中操作無綫電臺

接下來的3天盟軍穩定了戰線，撤出堅守劊子手山的廓爾喀孤軍，以及孤守第202點的一支來自紐西蘭第24步兵團的支隊。盟軍改組了前綫配置，撤下筋疲力盡的第4印度師及新西蘭第2師，山上的部隊由英軍第78師接替，鎮內由英軍第1禁衛旅駐扎。紐西蘭師指揮部在3月26日解散，部隊改由英軍第13軍指揮。在卡西諾山奮戰期間，第4印度師損失了3千人，而紐西蘭師已有1,600人陣亡、失踪和受傷。
德國守軍也付出了沉重的代價。德國第14軍在3月23日的戰爭日記指出，在前線每營的兵力介於40至120人之間。

## 第四次戰役

第四次戰役 (皇冠行動): 盟軍進攻計劃

### 亞歷山大的戰略
亞歷山大在義大利的戰略是“...迫使敵人在（諾曼底）登陸實施時，在義大利投入盡可能多的師團”。當時的情況使他擁有足夠的時間準備一次大規模攻勢，以實現這一目標。他的計劃是從亞得里亞海調動由奧利弗·利斯中將指揮的英國第8軍團的大部分，橫過義大利山脊與美國第5軍團會師，攻擊卡西諾至海邊30公里的戰線。第5軍團（美國第2軍和法國遠征軍）將在左翼，而第8軍團（英國第13軍和波蘭第2軍）在右翼。隨著春天到來，地面狀況得到改善，盟軍可以有效部署大規模編隊和裝甲部隊。

### 計劃及準備
依據“皇冠行動”計劃，左翼的美國第2軍在海岸沿7號公路向羅馬進攻。右翼的法軍將由加里利亞諾河對岸英軍第10軍在1月時的第1次戰役建立的橋頭堡進攻，向沿海平原和利里河谷之間的障礙——奧倫奇山脈進發。英國第13軍在中心右前方向利里河谷進擊。右邊由瓦迪斯瓦夫·安德斯中將指揮波蘭第2軍（第3和第5師），4月24日在卡西諾山區背後與第78師換班。波蘭第2軍將嘗試印度第4師在2月失敗的任務：孤立修道院，由修道院背後進入利里河谷與第13軍會師，以夾擊卡西諾的防線。人們希望這支比此前的印度第4師規模更大的部隊可以飽和德軍防守，使德軍無法互相支援。好轉的天氣、地面情況和補給供應也是很重要的因素。波蘭和英國部隊的夾擊是全面成功的關鍵。加拿大第1軍將作為預備隊以進一步打開突破口。一旦德國第10軍團被打敗，美國第6軍將從安齊奧灘頭陣地突破，以在阿爾班山切斷德軍的退路。
這樣大規模的部隊調動需要花兩個月的時間執行。他們必須以小規模的單位調動，以保持行動的秘密和突然性。美軍第36師被要求進行兩棲突擊訓練；盟軍特意製作了道路上的路標和虛假的無綫電訊息，以給人一種即將在羅馬北部兩栖登陸的印象。盟軍計劃利用這一假象將德軍預備隊限制在遠離古斯塔夫防線的後方。盟軍向前沿地區運送部隊仍局限在晚間行動，而正從亞得里亞海調來的裝甲部隊需留下假坦克和車輛，令撤離地區在敵人的空中偵察中保持不變。欺騙計劃取得了成功：到了最後一次卡西諾戰役的第2天，阿爾貝特·凱塞林估計盟軍正以6個師面對他在卡西諾的4個師。事實上，盟軍有13個師。

### 戰況

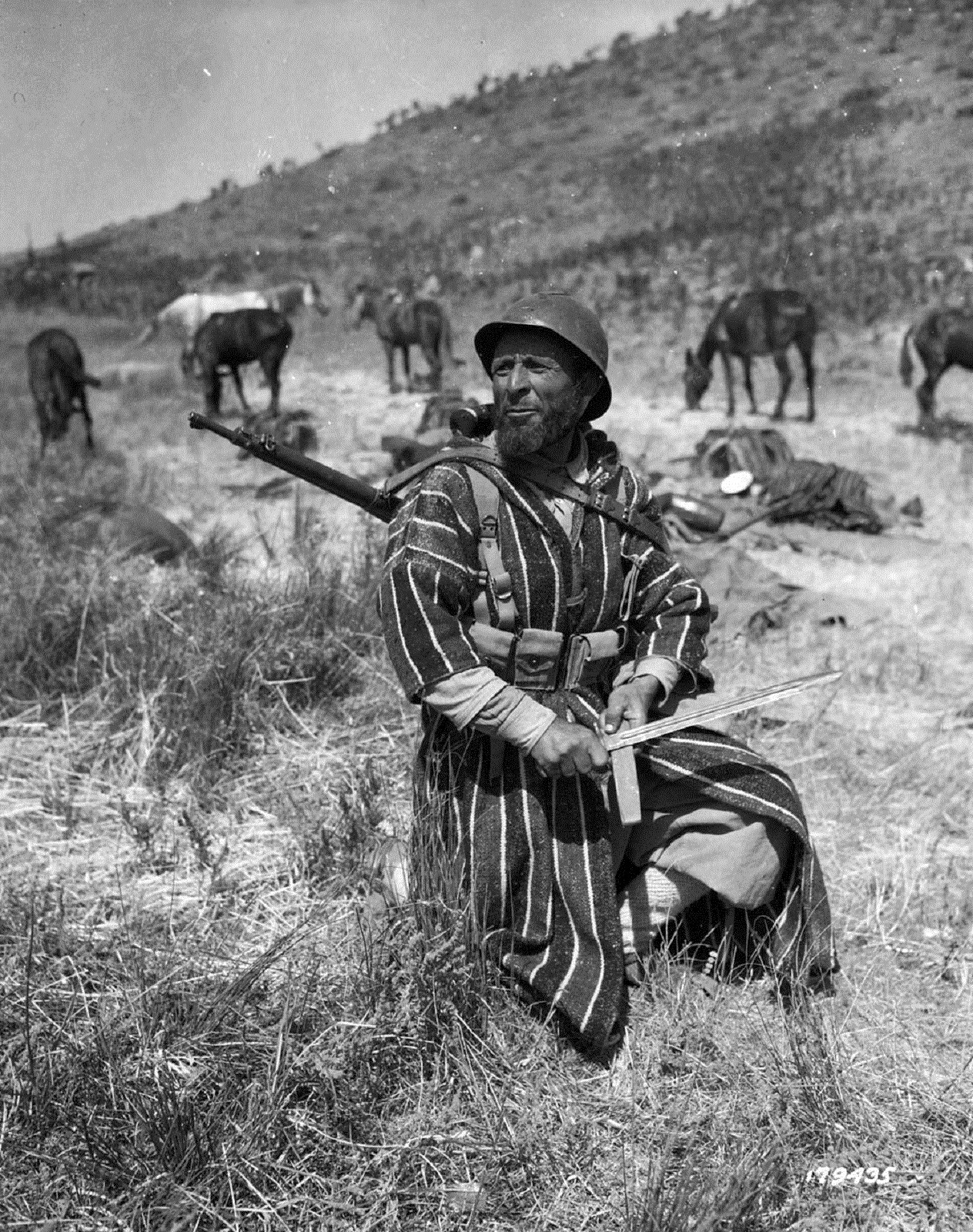
一位摩洛哥古梅爾士兵。

對卡西諾的第1次攻擊發生在5月11日至5月12日期間。戰鬥在11日晚上11時以一次大規模炮擊拉開序幕。第8軍團戰線的1,060門火炮及第5軍團戰線的600門火炮投入了戰鬥，由英軍、美軍、波蘭軍、紐西蘭軍、南非軍和法軍共同實施炮擊。一個半小時後，4個方向的進攻全面展開。到了第2天白天，美國第2軍一直沒有取得進展，但同屬第5軍團的法國遠征軍實現了既定目標，並在奧倫奇山向其右邊的第8軍團伸展，橫掃兩個軍團之間的所有德軍陣地。在第8軍團方面，第13軍的2個師（英軍第4步兵師和印度第8師）遭到了强烈抵抗，仍成功渡過了加里利亚诺河。至關重要的是，達德利·羅素的印度第8師工兵在早上已成功地在河上架橋，加拿大第1裝甲旅得以渡河並提供其至關重要的裝甲部隊支援，以擊退不可避免的德軍坦克反擊。此前的第1次戰役和第2次戰役中，美軍和紐西蘭軍的經歷已證明裝甲部隊在此次戰役中的不可或缺。
在卡西諾山區，波蘭步兵攻下了蛇頭嶺的593點（加爾瓦略山），旋即被德國傘兵重新奪回。在3天的攻擊中，波蘭軍和德軍的反復攻擊令雙方損失慘重。波蘭第2軍在攻擊德國第4傘兵團時損失了281名軍官和3,503名其他軍階的士兵，攻擊不得不停止。路德維希·海爾曼上校指揮的800名德國守軍成功抵禦了兩個師的攻勢。5月12日清晨，波蘭步兵師遭遇了“令人絕望的迫擊炮、火炮和輕武器火力，把先鋒的幾個營打光了”。
截至5月12日下午，儘管遭到越來越多的瘋狂反擊，拉皮多河的橋頭堡不斷擴展，而沿海和山區的消耗戰持續。到5月13日壓力開始舒緩。德軍的右翼開始被第5軍團進佔。法軍已佔領馬約山，從這一位置掩護第8軍團的物資補給線。而凱塞林已在第8軍團的對面投入所有預備隊，以便爭取時間退守至後方約13公里處的第2條防線：希特勒防線。5月14日，法軍的摩洛哥古梅爾人部隊步行穿過未設防的與利里河谷平行的高山，從德軍認爲無法通過的地形成功包抄德國守軍，並支援在河谷的英國第13軍。

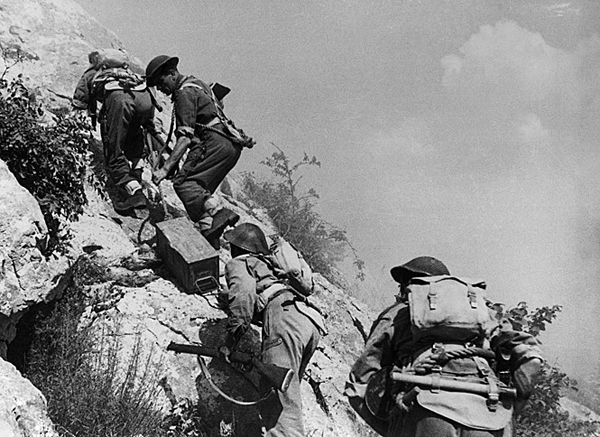
在攻占修道院前不久，波蘭士兵向前綫搬運彈藥。

在1943年，古梅爾人部隊是由4組摩洛哥塔博爾組成的殖民軍隊，每組有3個鬆散的塔博爾（大致相當於1個營），專門從事山地戰。阿爾方斯·朱安將軍的法國遠征軍包括由奧古斯丁·紀堯姆將軍指揮的摩洛哥塔博爾司令部（包括第1、第3和第4塔博爾）總共有7,800名戰鬥人員，大致等同於一個步兵師的力量。遠征軍還有4個較傳統的師：摩洛哥第2步兵師、阿爾及利亞第3步兵師、摩洛哥第4山地師和自由法軍第1師。
5月15日，英軍第78師穿過橋頭堡部隊，從後備軍加入第13軍戰線，執行轉向行動以從利里河谷孤立卡西諾。
5月17日，波蘭第2軍再次向山上展開攻擊。德軍自碉堡般的陣地投射持續的火炮與迫擊炮火力，而波蘭軍隊幾乎沒有自然掩體。戰鬥殘酷異常，時有近身肉搏。由於盟軍在利里河谷的攻勢威脅到德軍的補給綫，德軍決定從卡西諾高地撤退並據守希特勒防線陣地。到5月18日凌晨，第78師和波蘭軍在卡西諾鎮以西3公里的利里河谷會師。卡西諾高地上，波蘭軍第2次攻勢的幸存者遭到慘痛的打擊，以至於“費了一番工夫才找到有足夠的勇氣攀登頂峰前最後數百碼的人”"。
5月18日清晨，波蘭第12波多利亞騎兵團的一支偵察小隊登上高地，並在修道院廢墟上升起了波蘭國旗。修道院最後的守軍是30名未能轉移的德軍傷員。戰後，波蘭人在卡西諾山坡上修建了一座波蘭公墓。

## 後續

### 希特勒防線

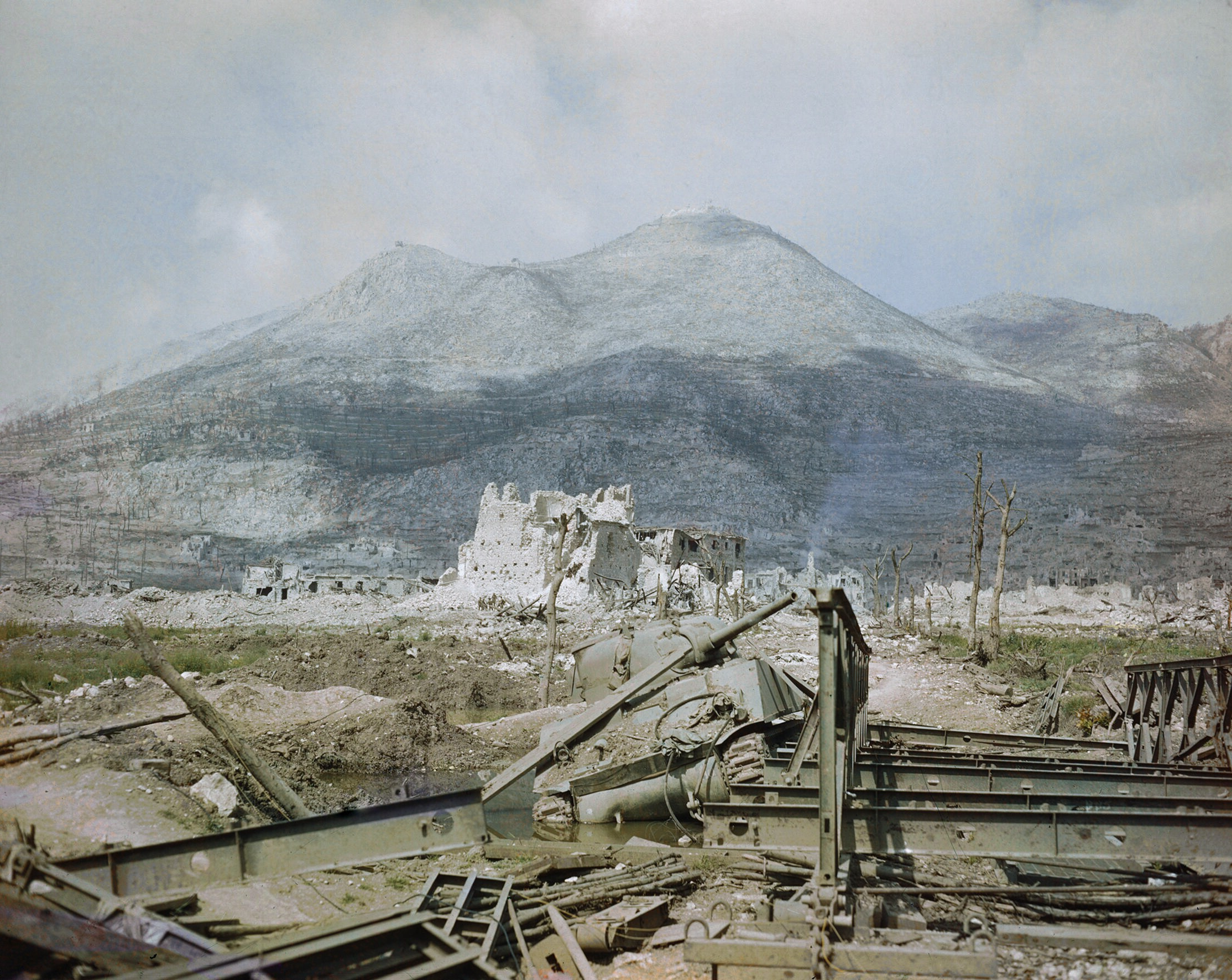
1輛在橋邊被擊毀的雪曼戰車。照片的背景是剛剛被盟軍攻占的修道院山脊和城堡山。注意該照片經過後期的鏡像處理，因此實際景象為左右相反的。

希特勒防線由於希特勒本人的堅持已改名為森格爾防線，以減小防線一旦被突破時造成的負面影響。英國第8軍團沿利里河谷向防線進軍，美國第5軍團在海岸發起攻擊。一場緊隨卡西諾戰役發動的攻勢宣告失敗，使得第8軍團決定需要一些時間來重新組織。軍團耗費了數天時間使2萬輛車輛和2千輛坦克通過已被突破的古斯塔夫防線。對森格爾防線的第2次攻擊在5月23日開始，以波蘭軍為右翼，新近從第8軍團的預備隊抽出的加拿大第1步兵師為中路，進攻由可怕的第1傘兵師防守的皮耶迪蒙特。5月24日，加拿大軍突破了防線，加拿大第5（裝甲）師通過突破口涌入。 5月25日，波蘭軍攻佔皮耶迪蒙特，標志著森格爾防線崩潰，盟軍向北進攻及越過羅馬的道路被打通。

### 安濟奧突圍
當加拿大人和波蘭人在5月23日發動攻擊時，已替代約翰·P.盧卡斯中將指揮美國第6軍的盧西恩·特拉斯科特將軍，在安齊奧的橋頭堡使用7個師中之5個（3個美軍師和兩個英軍師），發動了雙管齊下的進攻。面對這一情況的德國第14軍沒有任何裝甲師，因為凱塞林把他的裝甲部隊南調，以幫助德國第10軍團在卡西諾的行動。唯一的裝甲師：第26裝甲師正從羅馬以北調來。此前它被留在羅馬北部應付盟軍偽造的登陸，因此無法進行戰鬥。

### 克拉克攻佔羅馬但未能包圍德國第10軍團
5月25日，德國第10軍團全面撤退，盧西恩·特拉斯科特的美國第6軍按計劃向東進攻以切斷其去路。預計到了第2天，第6軍會截斷撤退路線，包圍第10軍團與凱塞林所有的預備隊。然而令人吃驚的是，此時馬克·克拉克將軍卻命令特拉斯科特改變進攻路線：第6軍原計劃沿6號公路向東北方的瓦爾蒙托內進攻，如今被要求向西北直撲羅馬。克拉克做出如此決定的原因尚不明確，圍繞這一問題有很多爭論。大多數評論家認為克拉克有野心想成為第1個抵達羅馬的人；但也有人認為，他考慮給予他疲憊的部隊必要的休整機會，但新的進攻方向要求他的部隊正面進攻德軍已有充分準備的凱撒防線。特拉斯科特後來在其回憶錄中寫道克拉克“害怕英國人正實施秘密計劃，從而能夠首先進入羅馬”。克拉克本人的作品似乎也印證了這一説法。然而，亞歷山大在戰役前已明確規定了軍團進攻的界線，而羅馬被分配給第5軍團。第8軍團多次被告知他們的任務是牽制德國第10軍團，盡可能消滅他們、然後繞過羅馬繼續向北追擊。事實上第8軍團的確向北繼續追擊德國第10軍團，在6週內向佩魯賈方向追擊大約360公里。

當時，特拉斯科特感到震驚，後來寫道：
“…我目瞪口呆。這絕不是向敵人依然強大的西北部推進的時候；我們應該在瓦爾蒙托內的缺口投入最大的力量，以確保全殲撤退的德軍。在與馬克·克拉克將軍親自討論前，我不會服從這一命令。…[但是]他不在灘頭，甚至無線電都沒法聯係上他。…這樣的命令把灘頭部隊的主力從瓦爾蒙托內缺口調走，失去了擊潰第10軍團的機會。命令在26日正式生效”。
他接著寫道：
“在我腦海裡毫無疑問的是，假如克拉克將軍能忠實執行亞歷山大將軍的指示，假如他在5月26日沒有把我的進攻方向改向西北，安齊奧的戰略目標早就圓滿完成了。為了先到達羅馬而失去這一機會可以説得不償失”。
盟軍的確失去了消滅德軍的機會。德國第10軍團的7個師得以撤退到下一條防線：拉西米恩防線，在這裡他們與第14軍團會合，且戰且退至佛羅倫斯北方巨大的哥德防線。
羅馬在1944年6月4日解放，比諾曼第登陸僅僅早了兩天。

## 戰爭榮譽

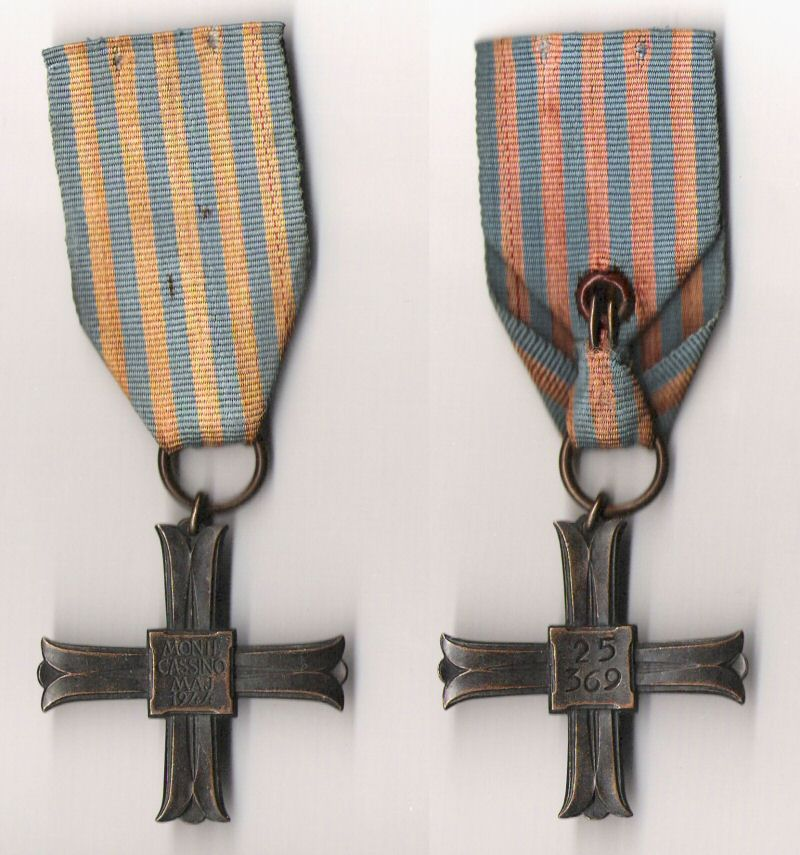
波蘭卡西諾山紀念十字勛章。

卡西諾戰役中的單位被授予了一系列戰鬥榮譽。在第一次戰役中參戰的部分單位被授予卡西諾第一級戰鬥榮譽（Casino I）。此外，附屬的戰役榮譽被授與第一次戰役中執行某些特定行動的單位。這些榮譽包括修道院山戰鬥榮譽、城堡山戰鬥榮譽和劊子手山戰鬥榮譽。
參與第二次及之後戰役的單位被授與卡西諾第二級戰鬥榮譽（Casino II）。
參與戰役的全體波蘭官兵被授予卡西諾山紀念十字勛章。

## 遺產

### 疏散與修道院藏寶
古老的卡西諾山修道院是聖本篤最早制定西方修道运动準則的地方。1944年2月，修道院被盟軍的轟炸和炮擊徹底摧毀。

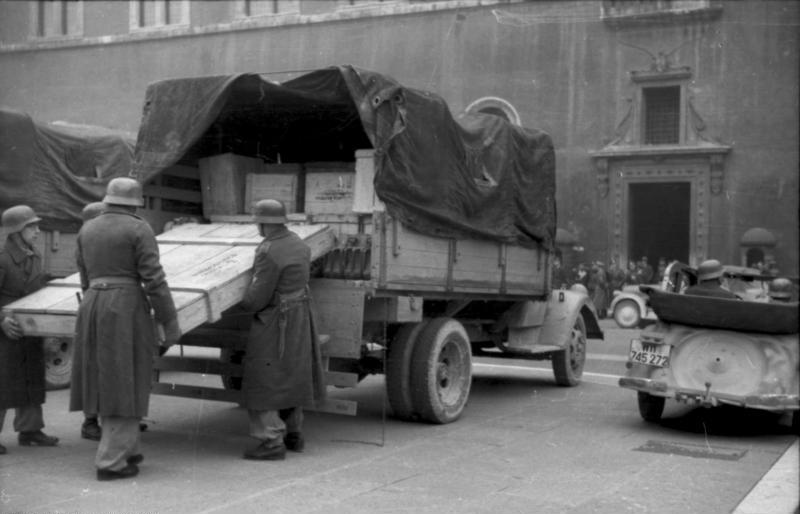
卡西諾山的文物在羅馬威尼斯廣場卸車

在1943年秋季，也就是卡西諾戰役開始的幾個月前，“赫爾曼·戈林裝甲師”的2名德國軍官——馬克西米利安·貝克爾（Maximilian Becker）上尉和尤利烏斯·施萊格爾（Julius Schlegel）中校——提出在戰綫接近之前把卡西諾的珍寶移送到梵蒂岡及聖座擁有的聖天使城堡。他們説服了教會當局，還説服自己的上級指揮官使用師團的卡車和燃料執行任務。兩位軍官必須找到足夠的原料製造箱子，在部隊中尋找木匠，還聘請本地勞動者(支付食品配給外加每天20支香煙)。此後他們開始了“針對圖書館和檔案館的大規模疏散工作”，轉移這一“無價”的寶藏豐富的修道院檔案館、圖書館及畫廊內包括“800份教宗文書、20,500卷舊圖書館藏書、60,000卷新圖書館藏書、500卷“摇篮本”、200份羊皮紙手稿、100,000份印刷品和單獨的珍藏。”第一批卡車是運載意大利古典圖畫的，在貝克爾和施萊格爾首次來到卡西諾不到一周就已準備好。每輛卡車將護送寶藏的修士一同運到羅馬；超過100輛卡車的車隊就這樣保護了修道院的修士團。任務在1943年11月的頭幾天完成，“在3個星期內，於正在敗退的戰爭中，在異國完成如此任務，可謂是巨大的成功。”在大教堂中彌撒后，修道院長額我略·迪亞馬雷正式將已簽署的拉丁文羊皮紙捲軸交給保羅·康拉特將軍、表彰尤利烏斯·施萊格爾中校和馬克西米利安·貝克爾醫學博士“挽救了卡西諾山修道院的修士和寶藏。”
自卡西諾山轉移的寶藏中包括提香的畫作、以及一幅艾爾·葛雷柯和兩幅戈雅作品。

### 美國軍事歷史回顧
美國政府對於德軍占領卡西諾的官方立場在經歷了超過四分之一個世紀後顯著變化。1961年，首席軍事史辦公室刪除了有關德軍使用修道院“不可辯駁的證據”之記錄。轟炸20週年時，美國國會在對該辦公室的質詢中指出，在轟炸前“修道院內除了一隻小規模的軍事警察支隊外，實際上沒有德國軍隊”。1969年美國陸軍官方紀錄最後一次修正了相關記述，並得出結論說“修道院實際上沒有被德軍佔領”。

### 摩洛哥人暴行
在戰役后的第二天，法國遠征軍下屬的法屬摩洛哥古梅爾人部隊被指控在周圍的山間實施强奸和屠殺。其中的一些單位被指對該區域的意大利農村犯下暴行。在義大利這些受害者被稱為Marocchinate，意思是“被摩洛哥人施暴”。

### 戰爭公墓及紀念

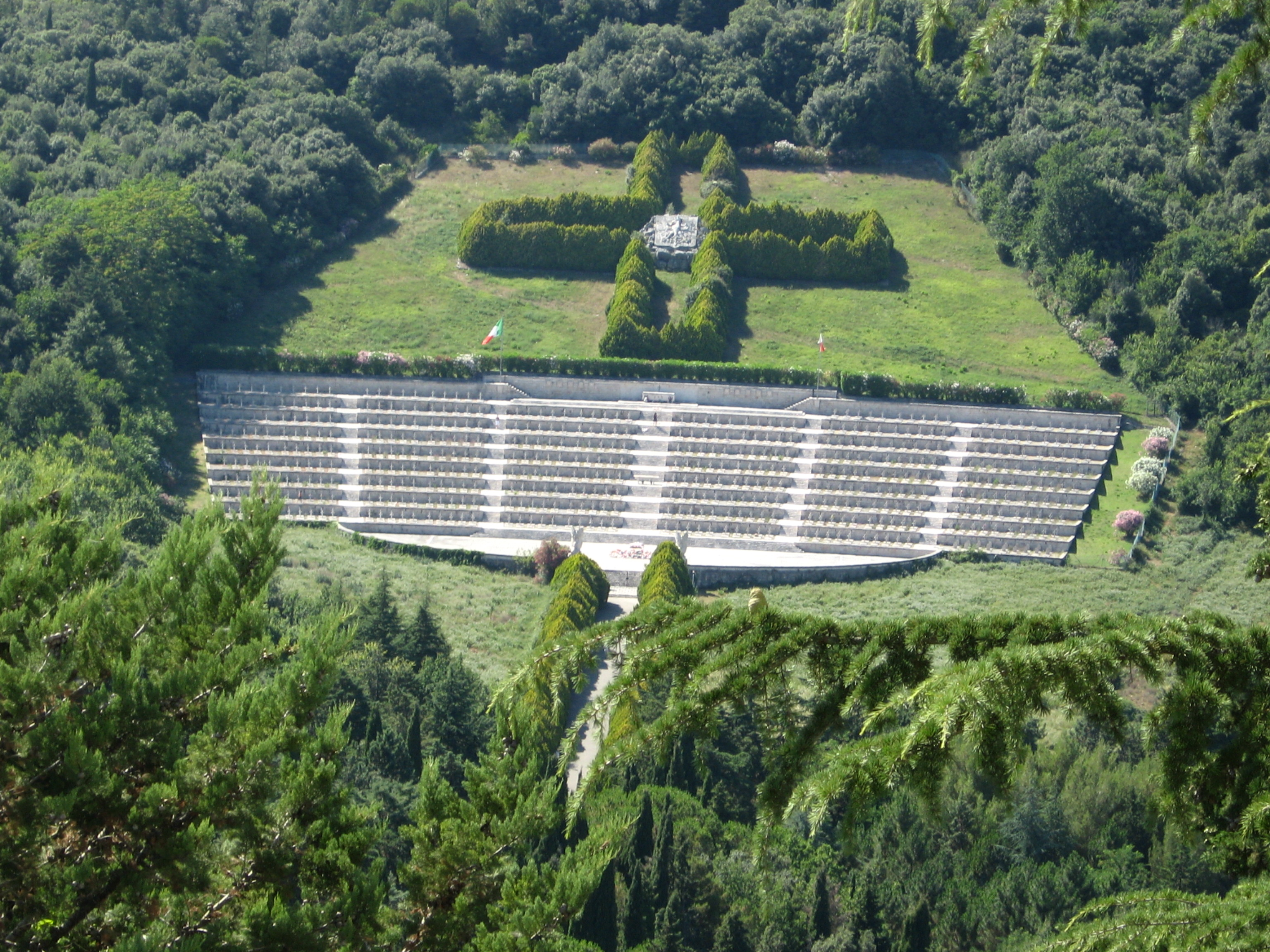
卡西諾 - 波蘭戰爭公墓

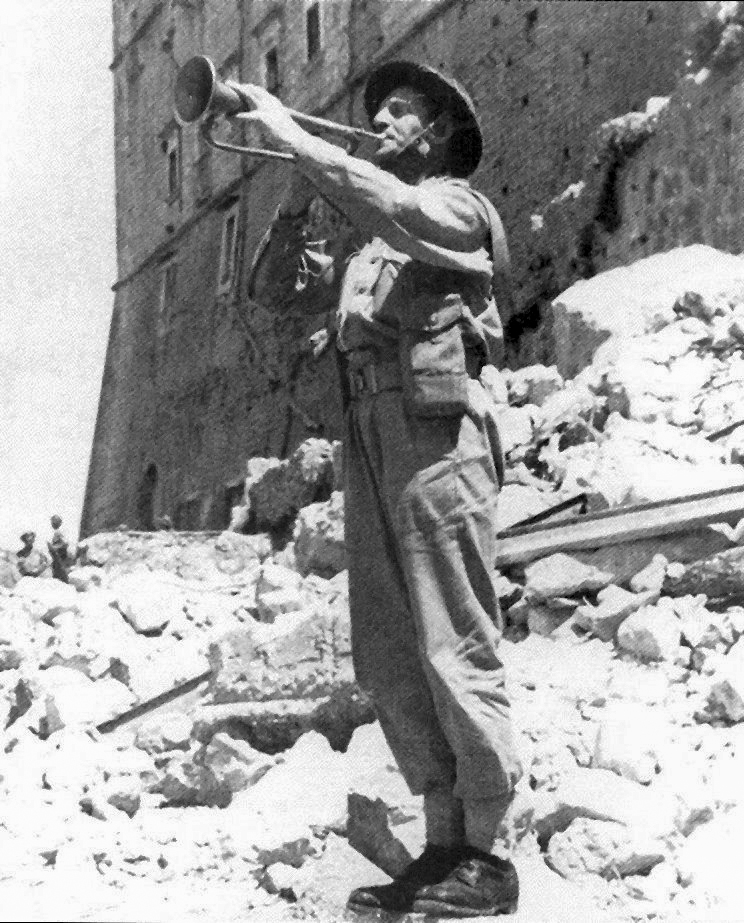
波蘭軍號手吹奏聖瑪麗號角，宣佈勝利

在卡西諾的戰鬥停止後，位於倫敦的波蘭流亡政府立即設立了卡西諾山紀念十字勛章，以紀念波蘭軍佔領戰略重點。波蘭歌曲作家費利克斯·科納爾斯基參加了這裡的戰鬥，此時了寫出他的歌曲《卡西諾的紅罌粟》。後來在卡西諾山上建起了波蘭戰爭公墓，任何人從修復后的修道院都可以看到公墓。
在卡西諾西郊的英聯邦國殤紀念戰爭公墓是英軍、紐西蘭軍、加拿大軍、印度軍、廓爾喀軍和南非軍傷亡人員的最後安息之地。法軍和義大利軍的墓地在利里河谷的6號公路；美軍陣亡人員安葬在內圖諾的西西里-羅馬美軍公墓。德軍的墓地位於卡西諾以北約為2英里(3公里)的拉皮多河谷。
1950年代，教宗援助委員會的一個下屬機構用被摧毀的卡西諾修道院青銅大門被用於鑄造“友愛燈”，並分發給當年交戰雙方的各國代表，以促成交戰雙方的和解。
1999年，位於華沙的卡西諾戰役紀念碑揭幕，其位置緊鄰以波蘭第二軍司令瓦迪斯瓦夫·安德斯命名的街道。
2006年，羅馬的一座盟軍紀念碑揭幕，旨在紀念爲解放該城市戰鬥和陣亡的盟軍人員。

### 《萊博維茲的讚歌》
美國作家小沃爾特·M·米勒是一位天主教徒，作爲轟炸機機組成員參與了摧毀卡西諾山修道院的戰役。如米勒所説，這場經歷深深地影響了他，並直接使他在十年後寫出了科幻巨作《萊博維茲的讚歌》。該書描繪了未來核戰爭后修道院的生活，修道院的修士們畢生致力於延續殘存的人類的知識，直到修道院外的世界足以再次迎接這些知識爲止。

### 佛伊泰克
在卡西諾作戰的龐大軍隊中，最奇怪的成員可能是來自伊朗的一隻名叫佛伊泰克的熊。佛伊泰克在波蘭第2軍的第22炮兵供應連中服役，在戰役中運送炮彈。

### 引用
1. ↑  Parker（2004年），第347页
2. ↑  Crwys-Williams, Jennifer. . Ashanti Publications. 1992: 358. ISBN 9781874800491.
3. ↑  Villoresi, Luca. . La Repubblica, Culture section: 35.   [2009-04-24]. （原始内容存档于2009-02-09） （意大利语）.
4. 1 2  Axelrod, Alan. . New York: Sterling Publishing Co Inc. 2008: 208. ISBN 978-1-4027-4090-9.
5. ↑  Jordan, D, (2004), Atlas of World War II. Barnes & Noble Books, p. 92
6. ↑  . 1944-02-28  [2019-08-21]. （原始内容存档于2020-04-06） –content.time.com.
7. ↑  Hapgood & Richardson（2002年），第77页
8. ↑  Smith（1975年），第26页
9. ↑  Smith（1975年），第27页
10. ↑   Fred Majdalany, Cassino: Portrait of a Battle, p. 30.
11. ↑  Majdalany, p. 90.
12. ↑  Atkinson, Rick. . New York: Henry Holt. 2007: 344-354. ISBN 0-8050-6289-0.
13. ↑  Smith（1975年），第59页
14. ↑  Smith（1975年），第63–64,68页
15. 1 2  Majdalany, p. 91.
16. ↑  .   [2009-08-24]. （原始内容存档于2007-09-29）.
17. ↑  Smith（1975年），第69页
18. ↑  Majdalany, p. 128.
19. ↑  Majdalany, p. 107.
20. ↑  Hapgood & Richardson（2002年），第161页
21. 1 2  Hapgood & Richardson（2002年），第185页
22. ↑  Simpson, pp. 362 & 363 （页面存档备份，存于）
23. ↑  Hapgood & Richardson（2002年），第169页
24. ↑  Majdalany, pp. 121–122.
25. ↑  Majdalany, pp. 114–115.
26. ↑  Holmes Battlefields of the Second World War(2001) BBC Worldwide p113
27. ↑  Laurie, Rome-Arno 1944, p. 14.
28. ↑  Majdalany, p. 122.
29. ↑  Hapgood & Richardson（2002年），第173页
30. ↑  Laurie, pp. 14–15.
31. ↑  Gooderson, Cassino, p. 84.
32. ↑  Holmes (2001) p114
33. ↑  Majdalany, p. 142.
34. ↑  Hapgood & Richardson（2002年），第225页
35. ↑  Hapgood & Richardson（2002年），第211页
36. ↑  Hapgood & Richardson（2002年），第203页
37. ↑  Molony, Vol. V, p. 480
38. ↑  Molony, Vol. V, p. 694
39. ↑  Molony, Vol. V, p.695
40. ↑  Holmes (2001) p115
41. ↑  Cody 1956，第362頁.
42. ↑  McGibbon 2000，第251頁.
43. ↑  Majdalany, p. 161.
44. 1 2  Laurie, p. 15.
45. ↑  Smith（1975年），第149页
46. ↑  Smith（1975年），第148-149页
47. ↑  Smith（1975年），第152-153页
48. ↑  Smith（1975年），第154页
49. ↑  Molony, Vol. V, p. 802.
50. ↑  Majdalany, p. 194.
51. ↑  Smith（1975年），第158页
52. ↑  . Who Was Who (Oxford University Press). 2007-12-01.
53. ↑  Parker（2004年），第307页
54. ↑  Whiting，第123頁
55. ↑  Parker（2004年），第308页
56. ↑  Olson, p.311
57. ↑  .   [2019-08-21]. （原始内容存档于2008-09-17）.
58. ↑  Blaxland, Alexander's Generals (the Italian Campaign 1944–1945), p. 83.
59. 1 2 3  Molony, Vol. VI, p. 133.
60. ↑  Olson，第312頁
61. 1 2  Majdalany, p. 256.
62. ↑   Anon, The Tiger Triumphs: The Story of Three Great Divisions in Italy, p. 81.
63. ↑   Majdalany, p. 259.
64. ↑  Lloyd Clark, Anzio: The Friction of War. Italy and the Battle for Rome 1944, p. 304.
65. ↑  Singh, Sarbans (1993) ... (pg 204 refers)
66. ↑  Singh, Sarbans (1993) ... (pg 204-205 refers)
67. ↑  Hapgood & Richardson（2002年），第31页
68. ↑  Hapgood & Richardson（2002年），第33页
69. ↑  Gontard, Friedrich. The Chair of Peter, A History of the Papacy. New York: Holt, Rinehart and Winston. 1964, p. 154
70. ↑  Hapgood & Richardson（2002年），第35页
71. 1 2  Hapgood & Richardson（2002年），第37页
72. ↑  Hapgood & Richardson（2002年），第38页
73. ↑  Hapgood & Richardson（2002年），第15页
74. ↑  Hapgood & Richardson（2002年），第237页
75. ↑  Duncan, George. . George Duncan's Massacres and Atrocities of World War II.   [2012-02-21]. （原始内容存档于2016-03-03）.[來源可靠？]
76. ↑  Schrijvers, Peter. . Palgrave Macmillan. 2012-03-15: 99–100. ISBN 9780230346635.
77. ↑  McMahon, Barbara. . 2006-06-04  [2018-12-02]. （原始内容存档于2020-04-27） （英语）.
78. ↑  Garvey, John. . Commonweal (Commonweal Foundation). 1996-04-05, 123 (7): 7–8. I went to war with very romantic ideas about war, and I came back sick.
79. ↑  Roberson, Williams H.; Battenfeld, Robert L. . Bio-Bibliographies in American Literature. Westport, CT: Greenwood Press. 1992-06-30. ISBN 978-0-313-27651-4.

## 外部連結
- SMU's Frank J. Davis World War II Photographs（页面存档备份，存于） contain 95 images of Italy（页面存档备份，存于）, including 28 photographs taken just after the Italian battle of Cassino
- Illustrated article on the Battle of Monte Cassino at Battlefields Europe
- Richard Hartinger's Monte Cassino Foundation
- Masters of Monte Cassino（页面存档备份，存于） The Polish II Corps' battle for the monastery
- Google Videos. The Battle For Monte Cassino.